# Penthicodes variegata
Penthicodes variegata är en insektsart som först beskrevs av Gutrin-mtneville 1829.  Penthicodes variegata ingår i släktet Penthicodes och familjen lyktstritar. Inga underarter finns listade i Catalogue of Life.